# Ogcodes namibiensis
Ogcodes namibiensis este o specie de muște din genul Ogcodes, familia Acroceridae, descrisă de Barraclough în anul 2000.
Este endemică în Namibia. Conform Catalogue of Life specia Ogcodes namibiensis nu are subspecii cunoscute.